# Парламентские выборы в Греции (2019)
Досрочные парламентские выборы в Греции прошли 7 июля 2019 года.
В результате убедительную победу одержала оппозиционная право-центристская партия Новая демократия под руководством Кириакоса Мицотакиса, которая получила абсолютное большинство мест парламента и сможет сформировать правительство. 8 июля 2019 года Кириакос Мицотакис стал премьер-министром страны.

## Предвыборная обстановка
В мае 2019 года после поражения на выборах в Европейский парламент и на местных выборах премьер-министр Алексис Ципрас заявил, что досрочные выборы будут проведены вскоре после 2-го тура местных выборов.

## Избирательная система
Регистрация избирателей в Греции проходит автоматически и голосование является обязательным, хотя ни одно из предусмотренных законом наказаний никогда не применялись.
Ряд изменений в избирательную систему были внесены после выборов в сентябре 2015 года. Избирательный возраст был снижен с 18 до 17 лет в июле 2016 года. Кроме того, тот же закон отменил систему бонусов для партии, набравшей наибольшее количество голосов, которая использовалась на предыдущих выборах, которая давала 50 дополнительных депутатских мест в качестве бонуса самой большой партии. Система бонусов была заменена на простую систему пропорционального представительства, в которой все 300 мест распределяются пропорционально. Однако, этот закон ещё не вступил в силу для выборов 2019 года, так как он не был одобрен с необходимым большинством голосов. Правительство под руководством СИРИЗА выразило поддержку введению новой системы на выборах 2019 года. Число парламентских избирательных округов также было изменено в декабре 2018 года: Афины B были разделены на Афины B1 (север), Афины B2 (запад) и Афины B3 (юг), а Аттика была разделена на Восточную Аттику и Западную Аттику.
На выборах 7 июля 2019 года 250 мест распределялись на основе пропорционального представительства в избирательных округах, избирательный порог составляет 3 % от числа проголосовавших. При распределении мест парламента пустые и недействительные голоса, а также голоса, поданные за партии, не достигшие избирательного порога в 3 % не берутся во внимание. 50 дополнительных мест будут присуждены в качестве бонуса большинства партии с наибольшим количеством голосов, причём коалиции в этом отношении не считаются общей партией, а подсчитываются голоса за каждую партию в коалиции отдельно. Парламентское большинство достигается партией или партийной коалицией, получившей как минимум половину плюс одно (151 из 300) от общего числа мест.
Интересно, что теоретически партии, которые набрали более 3 % от проголосовавших, имеют право занимать все 300 мест, даже если количество не голосовавших избирателей и недействительных и пустых бюллетеней достигнет 99,99 % от зарегистрированных избирателей.

## Результаты

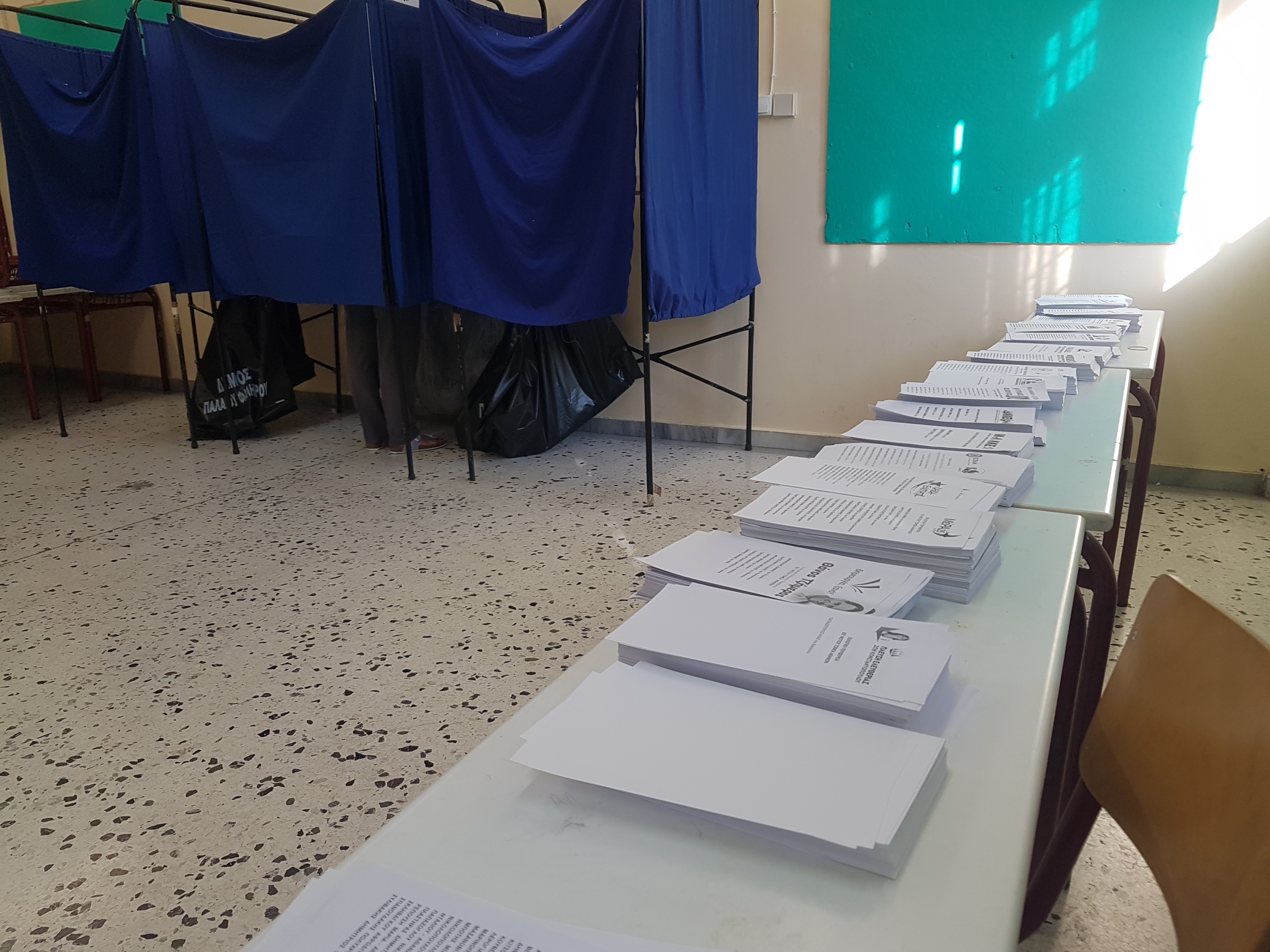
Досрочные парламентские выборы в Греции, 2019 год. Избирательный участок.

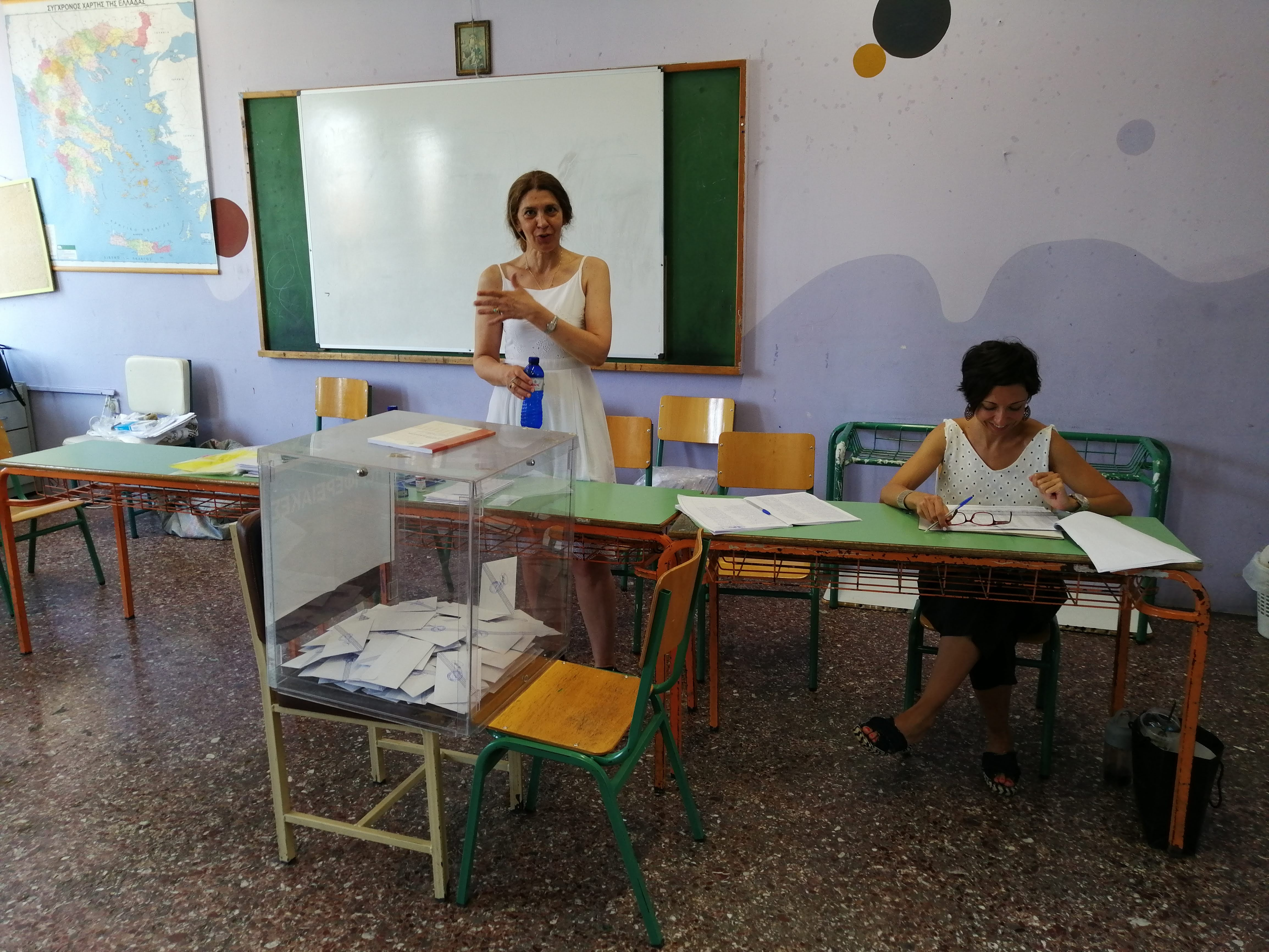
Работники участковой избирательной комиссии на избирательном участке.

Уже 7 июля, когда после частичного подсчёта стала ясна победа партии Новая демократия, премьер-министр Алексис Ципрас признал поражение и поздравил своего оппонента Кириакоса Мицотакиса с победой.
|                                                                                     |                                                        |           |       |       |       |  |
| Партия                                                                              | Партия                                                 | Голоса    | %     | Места | +/-   |  |
|                                                                                     | Новая демократия                                       | 2 251 411 | 39,85 | 158   | ▲ 83  |  |
|                                                                                     | Коалиция радикальных левых                             | 1 781 174 | 31,53 | 86    | ▼ 59  |  |
|                                                                                     | Движение перемен                                       | 457 519   | 8,10  | 22    | новая |  |
|                                                                                     | Коммунистическая партия                                | 299 592   | 5,30  | 15    | ▬ 0   |  |
|                                                                                     | Греческое решение                                      | 208 805   | 3,70  | 10    | новая |  |
|                                                                                     | МЕРА25                                                 | 194 232   | 3,44  | 9     | новая |  |
|                                                                                     |                                                        |           |       |       |       |  |
|                                                                                     | Золотая заря                                           | 165 709   | 2,93  | 0     | ▼ 18  |  |
|                                                                                     | Курс свободы                                           | 82 672    | 1,46  | 0     | новая |  |
|                                                                                     | Союз центристов                                        | 70 161    | 1,24  | 0     | ▼ 9   |  |
|                                                                                     | Воссоздать Грецию                                      | 41 646    | 0,74  | 0     | ▬ 0   |  |
|                                                                                     | Объединённый народный фронт                            | 28 269    | 0,50  | 0     | ▬ 0   |  |
|                                                                                     | АНТАРСИЯ                                               | 23 191    | 0,41  | 0     | ▬ 0   |  |
|                                                                                     | Народное единство                                      | 15 930    | 0,28  | 0     | ▬ 0   |  |
|                                                                                     | Ellinon Synelefsis                                     | 14 173    | 0,25  | 0     | ▬ 0   |  |
|                                                                                     | Коммунистическая партия Греции (марксистско-ленинская) | 7778      | 0,14  | 0     | ▬ 0   |  |
|                                                                                     | Марксистско-ленинская коммунистическая партия Греции   | 2791      | 0,05  | 0     | ▬ 0   |  |
|                                                                                     | Революционная партия рабочих                           | 1993      | 0,04  | 0     | ▬ 0   |  |
|                                                                                     | Организация коммунистов-интернационалистов Греции      | 1675      | 0,03  | 0     | ▬ 0   |  |
|                                                                                     | Syn…Fonia Politikon Kommaton                           | 96        | 0,00  | 0     | ▬ 0   |  |
|                                                                                     | Независимые                                            | 472       | 0,01  | 0     | ▬ 0   |  |
| Недействительные/пустые бюллетени                                                   | Недействительные/пустые бюллетени                      | 120 171   | -     | -     | -     |  |
| Всего                                                                               | Всего                                                  | 5 769 503 | 100   | 300   | 0     |  |
| Зарегистрированных избирателей/Явка                                                 | Зарегистрированных избирателей/Явка                    | 9 961 718 | 57,92 | -     | -     |  |
| Источник: Ministry of the Interior Архивная копия от 7 июля 2019 на Wayback Machine |                                                        |           |       |       |       |  |